# Клајн Требов
Клајн Требов (њем. Klein Trebbow) општина је у њемачкој савезној држави Мекленбург-Западна Померанија. Једно је од 91 општинског средишта округа Нордвестмекленбург. Према процјени из 2010. у општини је живјело 876 становника. Посједује регионалну шифру (AGS) 13058053.

## Географски и демографски подаци
Клајн Требов се налази у савезној држави Мекленбург-Западна Померанија у округу Нордвестмекленбург. Општина се налази на надморској висини од 48 метара. Површина општине износи 25,3 km². У самом мјесту је, према процјени из 2010. године, живјело 876 становника. Просјечна густина становништва износи 35 становника/km².

## Међународна сарадња
| Мјесто   | Држава   | Врста сарадње | Од    |
| -------- | -------- | ------------- | ----- |
| Палдиски | Естонија | контакт       | 1995. |
|          | Румунија | контакт       | 1995. |
| Извор    |          |               |       |